# 金山 (札幌市)
金山（かなやま）は、北海道札幌市手稲区にある地区である。
北海道旅客鉄道（JR北海道）函館本線以南の地域のうち、北西に位置する。
北部の市街化地域は金山1条から3条まで分けられており、南部の山岳地帯は手稲金山と呼ばれる。

## 歴史
元来は星置の一部であった。和人の入植時期は古く、安政年間（1850年代後半）にまでさかのぼる。幕臣の次男や三男たち数名が組織だって山へ入り、木材の切り出しを行っていた。
1893年（明治26年）、手稲村の鳥谷部弥平治が山岳地帯で探鉱を開始するが、大きな成功には至らなかった。
1931年（昭和6年）、広瀬省三郎によって鉱石が産出されるようになり、良質の鉱脈も相次いで発見された。しかし1935年（昭和10年）、労使間の紛争が原因となり、鉱山の権利は三菱鉱業に売却された。三菱鉱業の経営の下で、この手稲鉱山はおおいに発展を遂げ、労働者とその関係者の流入によって山奥に鉱山市街が形成された。
1942年（昭和17年）の字名改正に際し、この一帯は「金が採掘される山」をそのまま意味する「金山」と命名された。
しかし1945年（昭和20年）の太平洋戦争終結とともに、手稲鉱山の産出量は激減。鉱山が不況となると、平地が狭く農業に不向きな金山地区は寂れていくよりほかなかった。1970年（昭和45年）、手稲鉱山が休山する。
その後、1970年代後半になると民間業者による宅地化が進み、居住地域として再発展を遂げた。

## 自然
- 星置川
  - 滝の沢川
- 星置の滝
- 乙女の滝

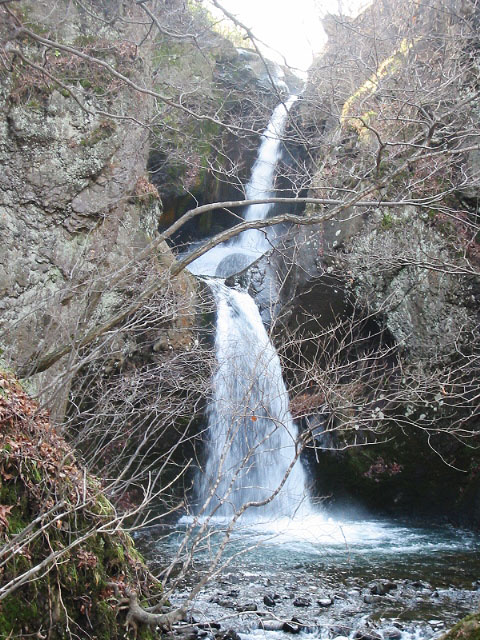
星置の滝（2003年12月）
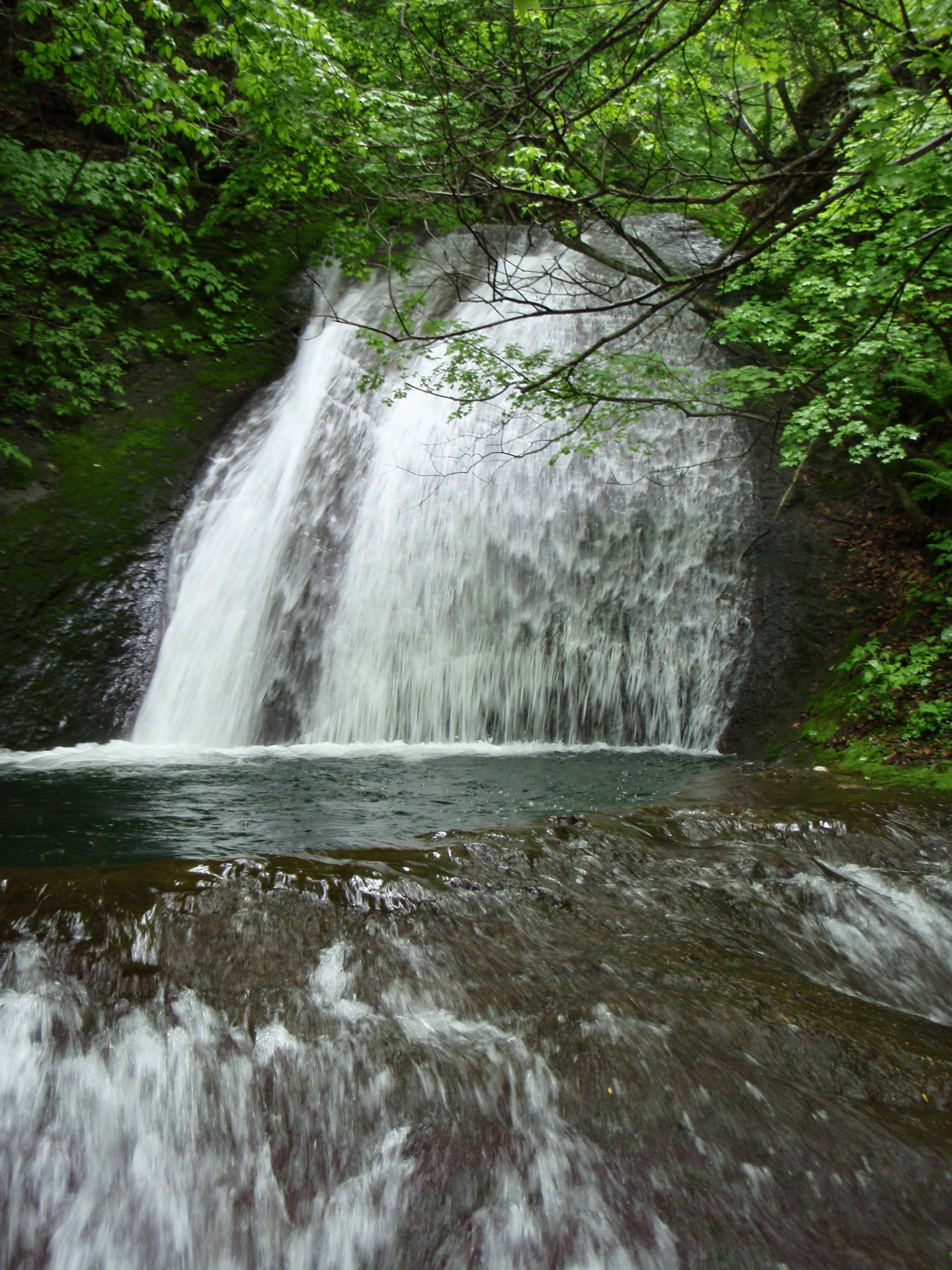
乙女の滝（2008年5月）

## 住所
| 町丁                | 郵便番号 |
| ------------------- | -------- |
| 金山1条1丁目～4丁目 | 006-0041 |
| 金山2条1丁目～4丁目 | 006-0042 |
| 金山3条1丁目～3丁目 | 006-0043 |
| 手稲金山（番地）    | 006-0049 |

## 施設
- 北海道立子ども総合医療・療育センター（コドモックル）（金山1-1）
- ドナルド・マクドナルド・ハウスさっぽろハウス（金山1-1）
- 札幌市立手稲西中学校（金山3-2）
- 札幌市立手稲西小学校（金山3-2）
- 手稲鉱山（廃止）（手稲金山）

なお、札樽自動車道の金山パーキングエリアは、東隣の稲穂地区に所在する。